# DOS Plus
DOS Plus (ошибочно также известная как DOS+) — операционная система, разработанная группой OEM Support Group компании Digital Research, и выпущенная в 1985 году.

## Описание
DOS Plus 1.0 была основана на CP/M-86 Plus в сочетании с эмулятором PCMODE из Concurrent PC DOS 4.11. Хотя CP/M-86 Plus и Concurrent PC DOS 4.1 всё ещё разрабатывались в США, Concurrent PC DOS 4.11 представляла собой международную версию с исправленными ошибками, выпущенную Digital Research UK. Более поздние версии DOS Plus 2.x были основаны на Concurrent PC DOS 5.0. В более широком смысле DOS Plus можно рассматривать как промежуточный этап между Concurrent CP/M-86 и DR-DOS.
DOS Plus может запускать программы, написанные как для CP/M-86, так и для MS-DOS 2.11, а также читать и записывать дискеты, используемые обеими системами. До четырёх программ CP/M-86 могут быть запущены одновременно, но только одна программа DOS может быть запущена одновременно.